# 马兴煜
马兴煜(1989年11月4日—)出生于中华人民共和国山东省青岛，是一名中国足球运动员，司职中场。

## 职业生涯
- 2000年进入鲁能足校，曾帮助球队获得全国U15、U17比赛冠军。
- 2007年底进入山东鲁能泰山一队，2008年进入球队联赛名单。
- 2009年9月6日在客场与青岛中能的比赛中首次联赛出场[1]。
- 2013年7月以租借方式加盟乙级联赛球队青岛海牛，12次出场贡献进球和助攻各2次表现不俗，翌年正式加盟球队。[2]

## 荣誉

### 山东鲁能泰山
- 中国足球超级联赛冠军：2008、2010